# Олександр Карагеоргієвич (1924)
Александр Карагеоргієвич (серб. Александар Карађорђевић), (13 серпня 1924 —  12 травня 2016) — принц Югославії та Сербії, син принца Павла Карагеоргієвича та принцеси Грецької та Данської Ольги. Один з чотирьох засновників Сербського Конгресу.

## Біографія
Александр народився 13 серпня 1924 року у Великій Британії. Він став первістком в родині принца Павла Карагеоргієвича та його дружини Ольги Грецької, народившись за десять місяців після їхнього весілля. Згодом сім'я поповнилася сином Миколаєм та донькою Єлизаветою.
До 1941 року родина мешкала в Белграді, після чого була змушена покинути країни через звинувачення у колабораціонізмі. Спочатку вони перебралася до Африки, згодом проживали у Лондоні.
Александр навчався в Ітонському коледжі. Під час Другої світової війни вступив до ВПС Великої Британії добровольцем. Після війни працював пілотом цивільної авіації, мав 6000 льотних годин. Був менеджером у декількох компаніях, зрештою став президентом міжнародної авіакомпанії.
У круїзі на кораблі «Агамемнон» влітку 1954 року познайомився із донькою короля Італії у вигнанні, Марією Пією Савойською. За півроку вони одружилися. Весілля відбулося 12 лютого 1955 року у португальському Кашкайші, де мешкав Умберто II. У пари народилося четверо дітей. У 1967 подружжя розлучилося.
За шість років Александр одружився вдруге із принцесою Ліхтенштейна Барбарою Елеонорою. Цивільна церемонія взяття шлюбу відбулася 2 листопада 1973 року в Парижі. У подружжя народився єдиний син. 
17 лютого 2008 року Александр оприлюднив заяву, в якій засудив проголошення незалежності Республіки Косово. Проживав в Парижі. Був патроном центру відновлення православного монархізму.
Пішов з життя 12 травня 2016 у віці 91 року. Був похований 20 травня в Опленаці.

## Родина
Дружина — Марія Пія Савойська (1934)
Дітиː
- Димитрій (нар.1958) — неодружений, дітей не має;
- Михайло (нар.1958) — неодружений, дітей не має;
- Сергій (нар.1963) — одружений другим шлюбом,[12] має позашлюбного сина;
- Єлена (нар.1963) — дружина Тьєрі Гобера, має трьох дітей.

Дружина — Барбара Ліхтенштейнська
Дітиː
- Душан (нар.1977) — одружений з Валерією Демузіо, дітей не має.